# Lijerica

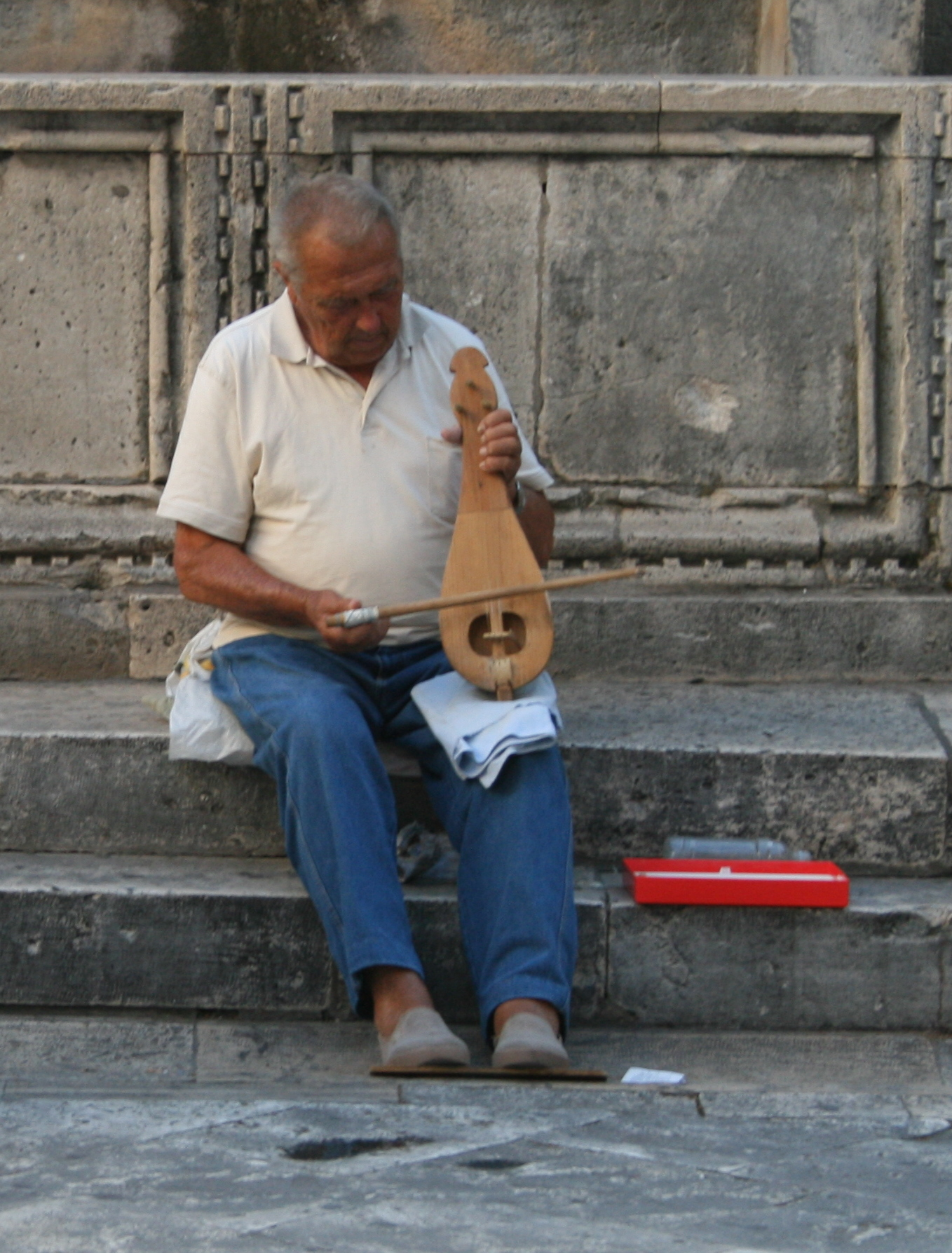
Un instrumentista de lijerica a Dubrovnik (juliol 2009)

La lijerica (pronunciat lijɛritsa en serbocroat) és un instrument musical de corda fregada propi d'Hercegovina i de la regió croata de Dalmàcia. En la classificació de Hornbostel-Sachs pertany al grup: 321.321 dels llaüts amb caixa en forma de bol. Té un cos en forma de pera, tres cordes i es toca amb un arquet. Normalment apareix per acompanyar la dansa linđo o poskočica típica de la zona.
És un dels instruments típics de l'Imperi Romà d'Orient, juntament amb l'urghun (orgue) el shilyani, tipus d'arpa o de lira, i el salandj, probablement una cornamusa.
El nom és un diminutiu de «lira», i probablement deriva de la lira de Bizanci. D'altra banda, té vincles amb altres instruments com el kemenche turc, la lira calabresa, la lira de Creta i el gadulka. Tot i que el seu lloc preferent és en la música tradicional, també se la pot trobar en la música popular.